# Lorde
Ella Maria Lani Yelich-O'Connor, spíše známa pod svým uměleckým jménem Lorde (* 7. listopadu 1996 Devonport, Auckland) je novozélandská zpěvačka a písničkářka.

## Kariéra
Už od malička se Lorde účastnila pěveckých soutěží, ve třinácti letech podepsala smlouvu s vydavatelstvím Universal. Své umělecké jméno si vybrala na základě své fascinace aristokracií a panovníky, jméno Lord (česky: pán “vládce“) ji však přišlo moc maskulinní, proto nakonec přidala „e“, aby jméno znělo více žensky.
První EP nazvané The Love Club vyšlo v listopadu 2012, z tohoto alba byl vydán singl Royals, který se umístil na prvním místě v hitparádě New Zealand Top 40, tento singl se také v roce 2013 umístil na prvním místě v Billboard Hot 100, a Lorde se tak stala prvním sólovým novozélandským umělcem, jehož singl se dostal na první místo v americké hitparádě. Své první debutové album Pure Heroine vydala 27. září roku 2013, toto album bylo velmi dobře přijato odbornou veřejností a dosáhlo celosvětového úspěchu.
Lorde také získala 4 nominace na Grammy Awards za rok 2013, včetně nominace za píseň roku za „Royals“ a Nejlepší zpívané popové album za album „Pure Heroine“.

## Rodina
Ella Yelich-O'Connor se narodila v Aucklandu na Novém Zélandu, 7. listopadu 1996. Její matkou je Sonja Yelich , novozélandská básnířka a otcem je Vic O'Connor. Ella Yelich-O'Connor pochází ze čtyř sourozenců, má starší sestru a mladšího bratra a sestru. Ve svých pěti letech se šla Lorde podívat se svojí kamarádkou do divadelního kroužku. Zde se zamilovala do herectví a zpěvu. Jak později řekla, velmi se jí zde líbilo, protože se zde může „stát někým jiným“.

## Diskografie

### Studiová alba
| Album        | Rok                                                                |
| ------------ | ------------------------------------------------------------------ |
| Pure Heroine | - Vydáno: 27. září 2013 - Vydavatelství: UMG, Virgin EMI, Republic |
| Melodrama    | - Vydáno: 16. června 2017 - Vydavatelství: Lava, Republic          |
| Solar Power  | - Vydáno: 2021                                                     |
| Virgin       | - Vydáno: 2025                                                     |

### EP
| Album            | Rok                                               |
| ---------------- | ------------------------------------------------- |
| The Love Club EP | - Vydáno: 8. března 2013 - Label: UMG             |
| Tennis Court EP  | - Vydáno: 7. června 2013 - Label: UMG, Virgin EMI |

### Singly
| Název               | Album                                   |
| ------------------- | --------------------------------------- |
| Royals              | The Love Club EP Pure Heroine           |
| Tennis Court        | Pure Heroine                            |
| Team                | Pure Heroine                            |
| Glory and Gore      | Pure Heroine                            |
| Yellow Flicker Beat | The Hunger Games: Mockingjay, Pt. 1 OST |
| Green Light         | Melodrama                               |
| Perfect Places      | Melodrama                               |
| Solar Power         | Solar Power                             |

### Videoklipy
| Název                          | Rok  | Režie                             |
| ------------------------------ | ---- | --------------------------------- |
| Royals                         | 2013 | Joel Kefali                       |
| Tennis Court                   | 2013 | Joel Kefali                       |
| Team                           | 2013 | Young Replicant                   |
| Yellow Flicker Beat            | 2013 | Emily Kai Bock                    |
| Magnets Disclosure feat. Lorde | 2015 | Ryan Hope                         |
| Green Light                    | 2017 | Grant Singer                      |
| Perfect Places                 | 2017 | Grant Singer                      |
| Solar Power                    | 2021 | Joel Kefali, Ella Yelich-O’Connor |